# Liste des musées des Hauts-de-Seine
La liste des musées des Hauts-de-Seine présente les musées du département français des Hauts-de-Seine.

## Musées nationaux
- Musée national napoléonien de Malmaison et Bois-Préau, Rueil-Malmaison
- Musée national de Céramique, Sèvres

## Musées de France
Les musées suivants bénéficient du label musée de France (les musées nationaux en bénéficient automatiquement) :
- Boulogne-Billancourt :
  - Musée départemental Albert-Kahn,
  - Musée des Années Trente
  - Musée - Jardin Paul Landowski (fermé, collections transférées au précédent)
  - Musée Paul-Belmondo et de la sculpture figurative du XXe siècle
  - (Musée Augustin et Paul Moreau Vauthier, musée consacré aux œuvres et à la vie de ces deux grands sculpteurs dans la demeure conservée de Paul Moreau Vauthier situé devant les internationaux de Roland GARROS. Monument Historique sur place
- Fondation Arp, Clamart
- Musée d'art et d'histoire, Colombes
- Courbevoie :
  - Musée Roybet Fould, parc de Bécon
  - Musée des travaux publics (fermé)
- Musée français de la carte à jouer et galerie d'histoire de la ville, Issy-les-Moulineaux
- Meudon :
  - Musée d'art et d'histoire
  - Musée-atelier Rodin
- Musée des automates, Neuilly-sur-Seine
- Musée d'histoire locale - mémoire de la ville, Rueil-Malmaison
- Musée des Avelines, Saint-Cloud
- Musée du Domaine départemental de Sceaux, Sceaux
- Musée d'histoire urbaine et sociale, Suresnes

## Autres musées
- Maison des Arts-Parc Bourdeau, Antony
- Musée Louis-Vuitton, Asnières-sur-Seine
- Boulogne-Billancourt :
  - Bibliothèque Marmottan
  - Musée Renault (fermé)
- Villa Saint-Cyr, Bourg-la-Reine
- Musée du Bonsaï (fermé), Châtenay-Malabry
- Musée de la Société historique et archéologique, Clichy
- La Défense :
  - Musée de l'informatique (fermé)
  - Musée du jeu vidéo (fermé)
  - Musée de La Défense
- Musée de l'Atome, Fontenay-aux-Roses
- Le Cube, Issy-les-Moulineaux
- Maison de la Pêche et de la Nature, Levallois-Perret
- Maison des Arts, Malakoff
- Musée des Applications de la Recherche Institut Pasteur, Marnes-la-Coquette
- Papier d'Arménie, Montrouge
- Musée d'histoire contemporaine (La Contemporaine), Nanterre
- Musée Pierre Gaudin (fermé), Puteaux
- Musée franco-suisse-Caserne des Gardes suisses, Rueil-Malmaison
- Musée du château de Saint-Cloud, Saint-Cloud
- Suresnes :
  - Musée de la colombophilie militaire
  - Musée des transmissions

projets
- Musée du Grand Siècle, Saint-Cloud
- Musée-mémorial du terrorisme, Suresnes

## Maisons d'artistes et de personnalités historiques
- Musée - Jardin Paul Landowski, Boulogne-Billancourt
- Maison de Chateaubriant-Vallée aux Loups, Châtenay-Malabry
- Musée - Atelier Rodin, Meudon
- Mastaba1 - la maison-musée de Jean-Pierre Raynaud, La Garenne-Colombes
- Maison des Jardies, Ville-d'Avray.

## Pour approfondir